# Black Rain
Black Rain — десятий сольний альбом Оззі Осборна, який був випущений 22 травня 2007 року.

## Список пісень
1. «Not Going Away» — 4:32
2. «I Don't Wanna Stop» — 3:59
3. «Black Rain» — 4:42
4. «Lay Your World on Me» — 4:16
5. «The Almighty Dollar» — 6:57
6. «11 Silver» — 3:42
7. «Civilize the Universe» — 4:43
8. «Here for You» — 4:37
9. «Countdown's Begun» — 4:53
10. «Trap Door» — 4:03